# STAT1
STAT1(Signal transducer and activator of transcription 1, 신호 변환기 및 전사 활성제 1)은 인간에서 STAT1 유전자에 의해 인코딩되는 전사인자이다. 이는 STAT 단백질 계열의 일부이다.

## 기능
모든 STAT 분자는 수용체 관련 키나아제에 의해 인산화되어 활성화, 동종이량체 또는 이종이량체 형성을 통한 이량체화를 유발하고 최종적으로 핵으로 이동하여 전사 인자로 작용한다. 구체적으로 STAT1은 인터페론 알파(IFNα), 인터페론 감마(IFNγ), 표피 성장 인자(EGF), 혈소판 유래 성장 인자(PDGF), 인터루킨 6(IL-6) 또는 IL-27과 같은 여러 리간드에 의해 활성화될 수 있다.
I형 인터페론(IFN-α, IFN-β)은 수용체에 결합하여 키나제를 통해 신호 전달을 유발하고 Jak 키나제인 TYK2 및 JAK1과 STAT1 및 STAT2를 인산화 및 활성화한다. STAT 분자는 이량체를 형성하고 인터페론 조절 인자 9와 인터페론 자극 유전자 인자 3 복합체인 ISGF3G/IRF-9에 결합한다. 이를 통해 STAT1이 핵으로 들어갈 수 있다. STAT1은 세포의 생존, 생존력 또는 병원체 반응을 유발하는 많은 유전자 발현에서 중요한 역할을 한다. STAT1의 2개 isoform을 인코딩하는 두 가지 가능한 전사체(alternative splicing으로 인해)가 있다. 단백질의 전체 길이 버전인 STAT1α는 STAT1의 알려진 기능 대부분을 담당하는 주요 활성 동형이다. 단백질의 C-말단 부분이 결여된 STAT1β는 덜 연구되었지만 STAT1의 활성화를 부정적으로 조절하거나 IFN-γ 의존성 항종양 및 항감염 활성을 매개하는 것으로 다양하게 보고되었다.
STAT1은 I형, II형 또는 III형 인터페론의 신호로 인해 유전자를 상향 조절하는 데 관여한다. IFN-γ 자극에 반응하여 STAT1은 GAS(인터페론-감마 활성화 서열) 프로모터 요소에 결합하는 STAT3과 동종이량체 또는 이종이량체를 형성한다. IFN-α 또는 IFN-β 자극에 반응하여 STAT1은 ISRE(인터페론 자극 반응 요소) 프로모터 요소에 결합할 수 있는 STAT2와 이종이합체를 형성한다. 두 경우 모두, 프로모터 요소의 결합은 ISG(인터페론 자극 유전자)의 발현을 증가시킨다.
STAT1의 발현은 마늘의 화합물인 디알릴디설파이드로 유도될 수 있다.